# Piet Honingh
Piet Honingh (Winkel, 1935) is een Nederlandse klarinettist. Hij was soloklarinettist in het Koninklijk Concertgebouworkest in Amsterdam en hoofdvakdocent klarinet aan het Conservatorium van Amsterdam en Den Haag. Verder speelde hij in het beroemde Danzi Kwintet, een blaaskwintet. Zijn vrouw Ineke Honingh was pianiste, hun dochter Mieke Honingh maakt als altvioliste deel uit van het Metropole Orkest, het Amsterdam Viola Quartet, het Gustav Klimt String Quartet en het Pallas Trio.
- Gemeinsame Normdatei: 129498343
- International Standard Name Identifier: 0000 0000 7871 8929
- Library of Congress Control Number: n81072544
- MusicBrainz: 86f49e51-b21b-4930-a7b1-c989d77e23b2
- Nationale Bibliotheek van Israël: 987007325326205171
- Virtual International Authority File: 15850085
- WorldCat: E39PBJm98mx3Bp7JY3JXjXdxXd